# Rolo Duarte

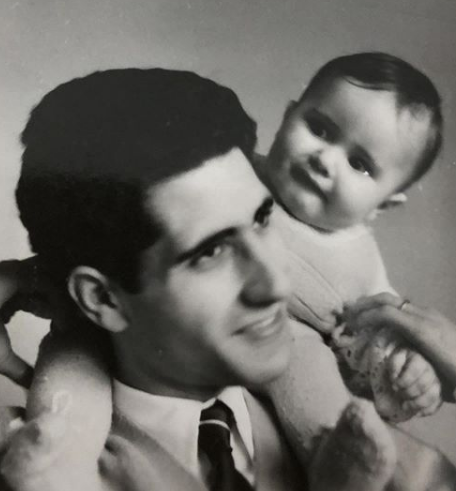
António Rolo Duarte e filho mais velho António Manuel Rolo Duarte.

António Rolo Duarte (16 de Outubro de 1929 — 5 de Fevereiro de 1987), conhecido como Rolo Duarte, foi humorista, publicitário, jornalista e dramaturgo português. 

## Biografia
Estudou no Instituto Militar dos Pupilos do Exército. Participou na criação de inúmeras peças de teatro de revista e foi colaborador de diversas publicações com destaque para a Tele-Semana, Flama, O Jornal, O Bisnau, e o semanário de espectáculos Se7e, de que foi um dos fundadores. Ao tempo, famosa era a sua página de humor e derrisão na revista Flama, nos anos 60, Krokodeilos (que evoluiria para "O Crocodilo") e contava com o talento do ilustrador Martinez. Mais tarde, integrado na equipa de O Jornal, assinaria As Deixas, página de impiedosa crítica de teatro e cinema, para além de informação rigorosa sobre tudo o que ao teatro, televisão e cinema diziam respeito. A ironia de António Rolo Duarte deu origem a inúmeros equívocos que proporcionaram histórias sem fim para rir ainda mais do que a provocação original. 
António Rolo Duarte pertenceu à geração de frequentadores do Café Gelo onde privou com artistas, escritores e cineastas. O cinema era a sua paixão confessa. Casado com a jornalista, escritora e humorista Maria João Duarte, primeira mulher jornalista de desporto em Portugal, especialista em hóquei, convicta benfiquista e mais tarde chefe de redacção do semanário Se7e. António Rolo Duarte foi pai do jornalista Pedro Rolo Duarte (Lisboa, 16 de maio de 1964 – Lisboa, 24 de novembro de 2017), do editor fonográfico António Manuel Rolo Duarte (26 de Abril de 1956 - 21 de Março de 2006) e de Fátima Rolo Duarte (13 de Outubro de 1958 -), designer, ilustradora, tradutora, colaboradora de imprensa e escritora.   
Avô de três netos: Patrícia Rolo Duarte; Madalena Rolo Duarte Fragoso (cineasta); António Maria Coutinho Rolo Duarte.